# 中性子源
中性子源とは中性子を発生するものである。

## 中性子の発生方法
それぞれの方法に一長一短がある。

### 原子炉
原子炉から核分裂反応によって生成された中性子を照射する。日本国内の代表的な原子炉中性子源としては京都大学のKURや日本原子力研究開発機構のJRR-3等がある。
利点安定して中性子を発生することができる。
欠点装置が大掛かりになるため、建設費や維持管理費が高価

### 加速器
加速器によって加速された粒子線(陽子線や電子線など)をターゲットに照射して核反応あるいは核破砕反応を起こし、それによって中性子を発生させる。
利点安定して中性子を発生することができる。高エネルギーの中性子を発生することができる。
欠点装置が大掛かりになるため、建設費や維持管理費が高価

### 核融合反応
焦電核融合やフューザーのような慣性静電閉じ込め核融合を使用して重水素の雰囲気中に高電圧を印加する事により核融合反応を生じて中性子を発生させる。
{\displaystyle {\rm {D+T\to {}^{4}He+{\it {n}}+17.6Mev}}}
{\displaystyle {\rm {D+D\to {}^{3}He+{\it {n}}+3.26Mev}}}
利点比較的小型の装置で中性子を発生することができる。
欠点高エネルギーの中性子の発生が困難

### 放射性同位体
放射性同位体の崩壊によって発生した中性子を利用する。（α、n）反応を利用した241Am-9Beなどの（α、n）中性子源、（γ、n）反応を利用した226Ra-9Beなどの光中性子源や自発核分裂を利用した252Cf nなどの自発核分裂源などがある。
利点電源が無くても利用できる。
欠点放射線同位体の厳重な管理が必要で厳重に遮蔽する必要がある。高エネルギーの中性子を発生することが困難。

## 用途
医療中性子捕捉療法で腫瘍の除去に用いられる。
非破壊検査
爆発物の検知中性子後方散乱式爆発物探知器では中性子を照射して発生したガンマ線から爆発物に含まれる窒素の含有率を算出して爆発物を検出する。
原子炉（核分裂炉）原子炉が建設されてから初めての起動において、核分裂連鎖のきっかけとなる中性子は252Cf等の自発核分裂により供給される。
研究大阪大学ではOKTAVIAN(オクタビアン)を使用して各種の実験を実施する。
加速器駆動未臨界炉放射性廃棄物に含まれる超ウラン元素を含むTRU廃棄物の消滅。